# Enicospilus boleti
Enicospilus boleti là một loài tò vò trong họ Ichneumonidae.